# Suisse au Concours Eurovision de la chanson 1964
La Suisse a participé au Concours Eurovision de la chanson 1964 le 21 mars à Copenhague. C'est la 9e participation suisse au Concours Eurovision de la chanson.
Le pays est représenté par la chanteuse Anita Traversi et la chanson I miei pensieri, sélectionnées par la Télévision suisse romande (TSR) au moyen d'une finale nationale.

## Sélection

### Concours Eurovision 1964
Le radiodiffuseur suisse pour les émissions francophones, la Télévision suisse romande (TSR), l'actuelle Radio télévision suisse, organise la sélection suisse Concours Eurovision 1964, ou Finale suisse 1964, pour sélectionner l'artiste et la chanson représentant la Suisse au Concours Eurovision de la chanson 1964.

#### Finale
La finale suisse a lieu en février 1964 aux studios de la TSR à Genève.
Les chansons sont interprétées en allemand, français ainsi qu'en italien, langues officielles de la Suisse.
| Ordre | Artiste                 | Chanson              | Langue   | Traduction              | Place |
| ----- | ----------------------- | -------------------- | -------- | ----------------------- | ----- |
| 1     | Anita Traversi          | Mandolino            | Italien  | Mandoline               | NC    |
| 2     | Georges Pilloud         | Amore in Ticino      | Italien  | L'amour au Tessin       | NC    |
| 3     | Jean-Pierre et Nathalie | Le temps d'aimer     | Français | –                       | NC    |
| 4     | Ulla Rafael             | Allround cha-cha-cha | Allemand | Cha-cha-cha tout autour | NC    |
| 5     | Jo Roland               | Rêverie              | Français | –                       | NC    |
| 6     | Anita Traversi          | I miei pensieri      | Italien  | Mes pensées             | 1     |

Lors de cette sélection, c'est la chanson I miei pensieri, interprétée par Anita Traversi et avec Fernando Paggi comme chef d'orchestre, qui fut choisie. Le classement des autres chansons n'est pas connu.
C'est la deuxième fois qu'Anita Traversi fut choisie pour représenter la Suisse, la première étant en 1960.

## À l'Eurovision
Chaque jury national attribue un, trois ou cinq points à ses trois chansons préférées.

### Points attribués par la Suisse
| 5 points | Royaume-Uni |
| 3 points | Italie      |
| 1 point  | Monaco      |

Anita Traversi interprète I miei pensieri en 14e position, suivant la Yougoslavie et précédant la Belgique.
Au terme du vote final, la Suisse termine 13e et dernière — à égalité avec l'Allemagne, le Portugal et la Yougoslavie — sur 16 pays, n'ayant reçu aucun point,.